# Madirovalo
Madirovalo est une commune urbaine malgache située dans la partie centre-est de la région de Boeny.